# Hampea nutricia
Hampea nutricia är en malvaväxtart som beskrevs av Paul Arnold Fryxell. Hampea nutricia ingår i släktet Hampea och familjen malvaväxter. Inga underarter finns listade i Catalogue of Life.